# Verfassungsreferendum in Somalia 1961
Das Verfassungsreferendum in Somalia 1961 wurde am 20. Juni 1961 abgehalten. Dabei sollte über die neue Verfassung für das Land abgestimmt werden.
Die Verfassung wurde ein Jahr zuvor von einer Union aus dem Italienischen Treuhandgebiet Somalia und Britisch-Somaliland erstellt. Die Verfassung wurde von 90,56 Prozent der Wähler angenommen.
Im Norden Somalias, wo sich viele im Gesamtgebilde Somalia marginalisiert fühlten, lag die Zustimmung unter 50 %, was allerdings wegen der geringen Bevölkerungszahl des Nordens wenig ins Gewicht fiel.

## Ergebnisse
| Wahl              | Stimmen   | Anteil  |
| ----------------- | --------- | ------- |
| Für               | 1.756.216 | 90,58 % |
| Gegen             | 183.000   | 9,44 %  |
| Ungültige Stimmen | 9.132     | -       |
| Gesamt            | 1.948.348 | 100 %   |
| Quelle:           |           |         |